# Крупноглазка жёлто-бурая
Крупноглазка жёлто-бурая (лат. Pyronia tithonus) — вид дневных бабочек из семейства бархатниц.

## Этимология латинского названия
Тифон (греческая мифология) — божество света и огня.

## Описание
Длина переднего крыла 18—24 мм. Размах крыльев составляет 36 - 42 мм. В основании передних крыльев имеются вздутые две жилки. Анальная жилка переднего крыла несколько утолщена у своего корня, особенно у самок. У самцов на переднем крыле в дискальной области расположено бурое андрокониальное поле, которое контрастирует с рыжим фоном. Усики с постепенно утолщающейся булавой.

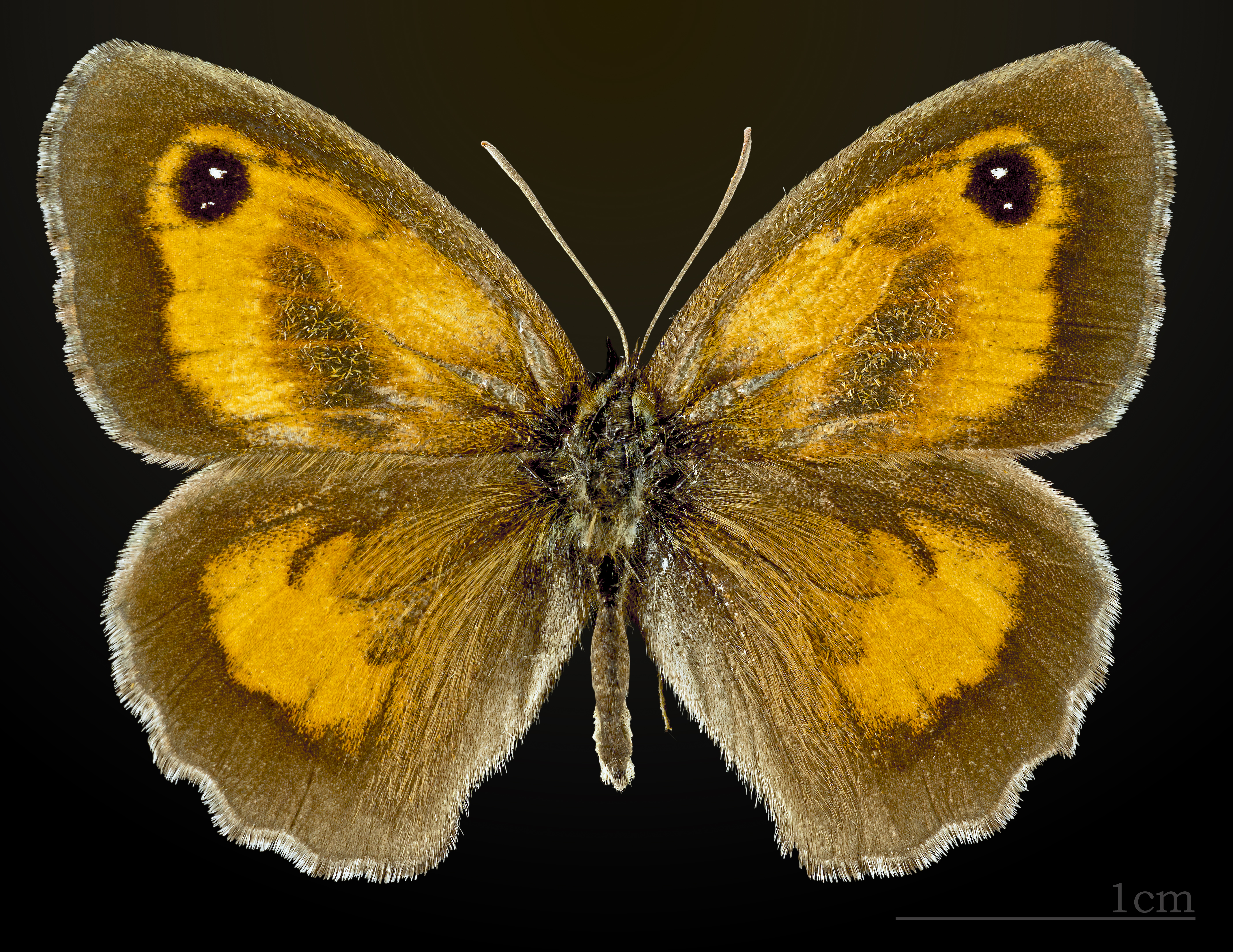
♂ Самец
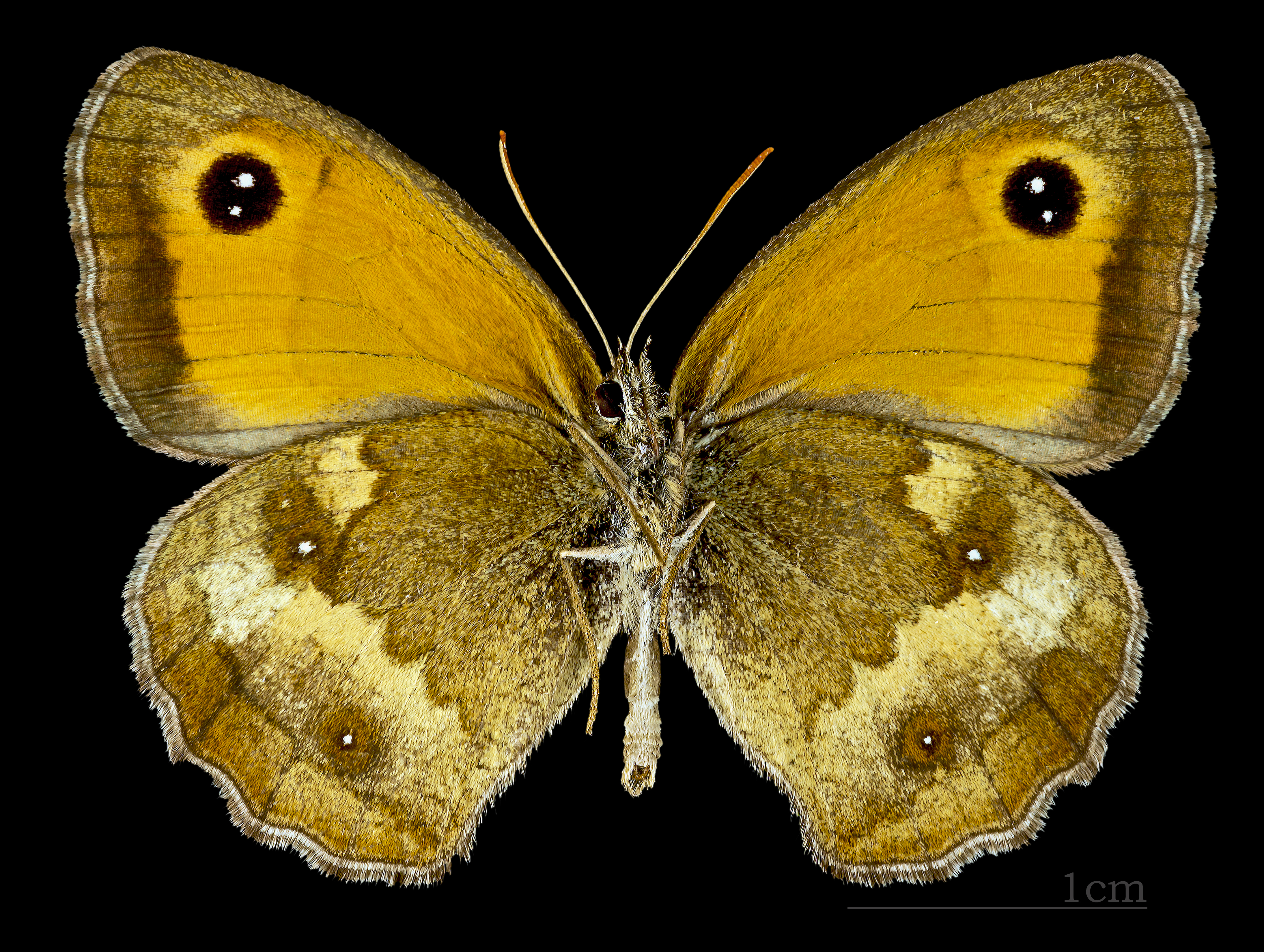
♂   Самец, нижняя сторона крыльев
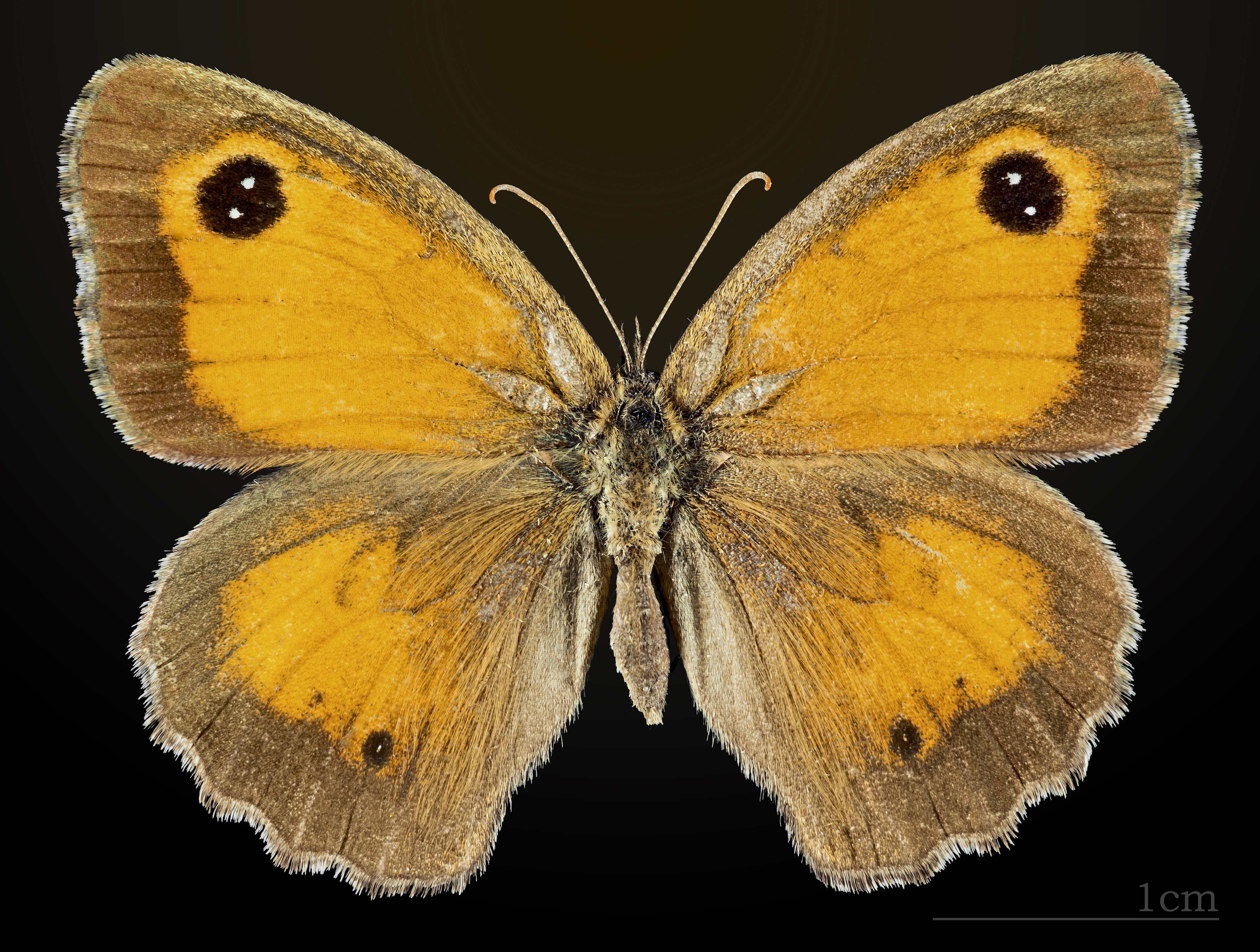
Самка
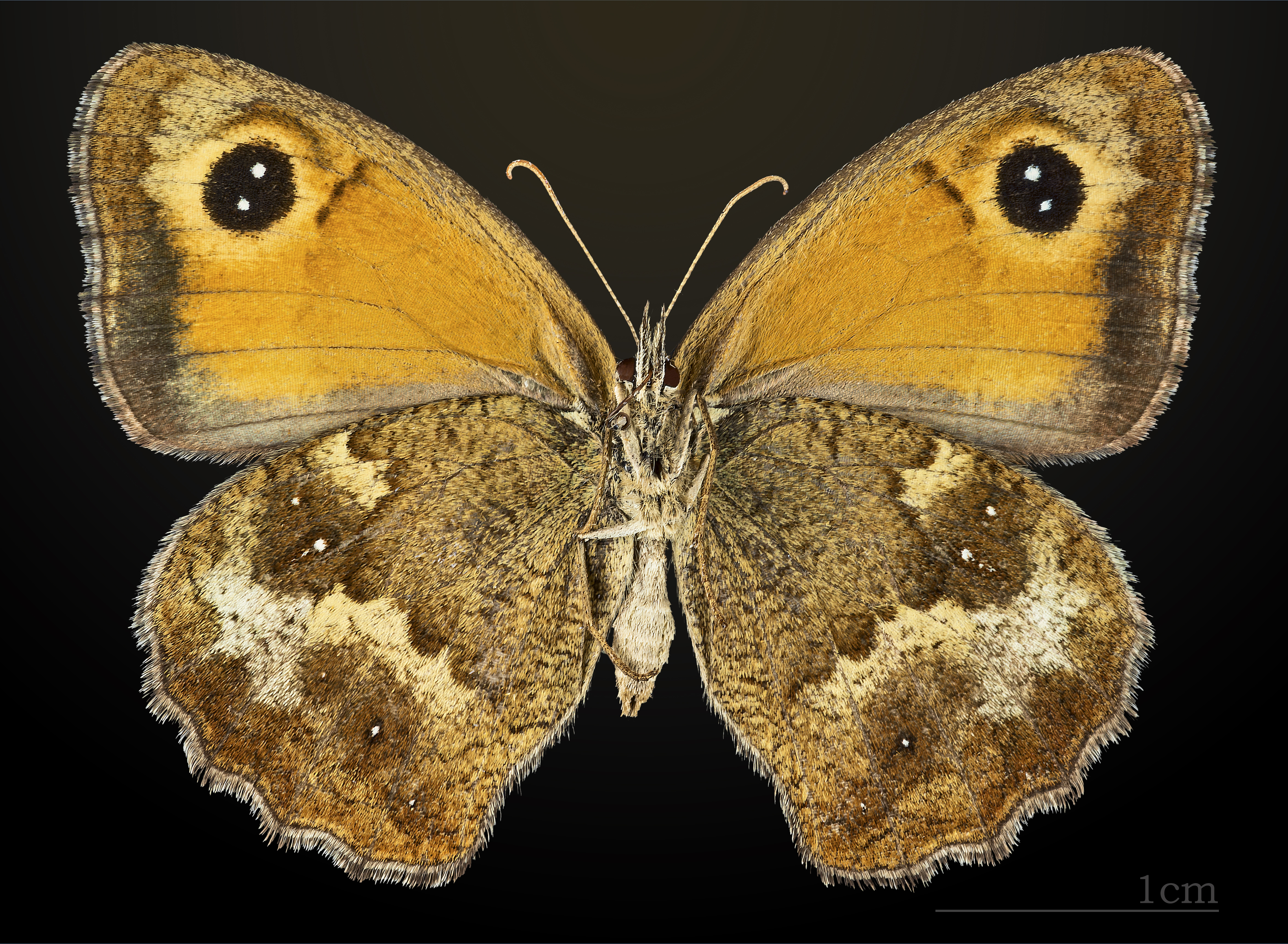
Самка, нижняя сторона крыльев

## Ареал и местообитание
Северо-западная Африка, Западная и Центральная Европа, Балканский полуостров, Западная Турция. В Восточной Европе обитает в Западной Румынии, Венгрии и Словакии, а также крайне редко встречается на юго-западе Польши. На Украине вид известен по находке в 1918 году на территории Киевской области. Также имеется старинное указание для Галиции (вероятно, территория нынешней Львовской области), однако оно нуждается в проверке. Существует современная находка вида в Закарпатье. Вид ошибочно приводился для Белгородской области России.
Населяет цветущие или закустаренные, преимущественно сырые или влажные луга среди широколиственных или хвойных лесов.

## Биология
Развивается за год в одном поколении. Время лёта бабочек приходится на период с начала июля по начало сентября. Самки разбрасывают яйца в основания густых пучков травы, во время полета. Гусеницы питаются различными видами злаков, растущих в затененных местах. Кормовые растения гусениц: ежа сборная, пырейник, пырей ползучий, овсяница овечья, овсяница красная, плевел многолетний, бор развесистый, тимофеевка луговая, мятлик однолетний, мятлик дубравный, мятлик луговой, мятлик обыкновенный.

## Охрана
Охраняется в Польше.